# Huejutla
Huejutla de Reyes (del náhuatl: Wexotlah ‘Lugar de sauces’), también conocida como Huejutla, es una ciudad mexicana, cabecera del municipio de Huejutla de Reyes en el estado de Hidalgo.

## Toponimia
Del náhuatl wexotl ‘sauz’ y -tlah ‘lugar donde abunda’ por lo que su significado sería: ‘Lugar donde abundan los sauces’. A través de su historia, el nombre ha cambiado cronológicamente de la siguiente forma: Ixtlacuaxotla, Huexotla, Huaxutla y finalmente Huejutla.

## Historia

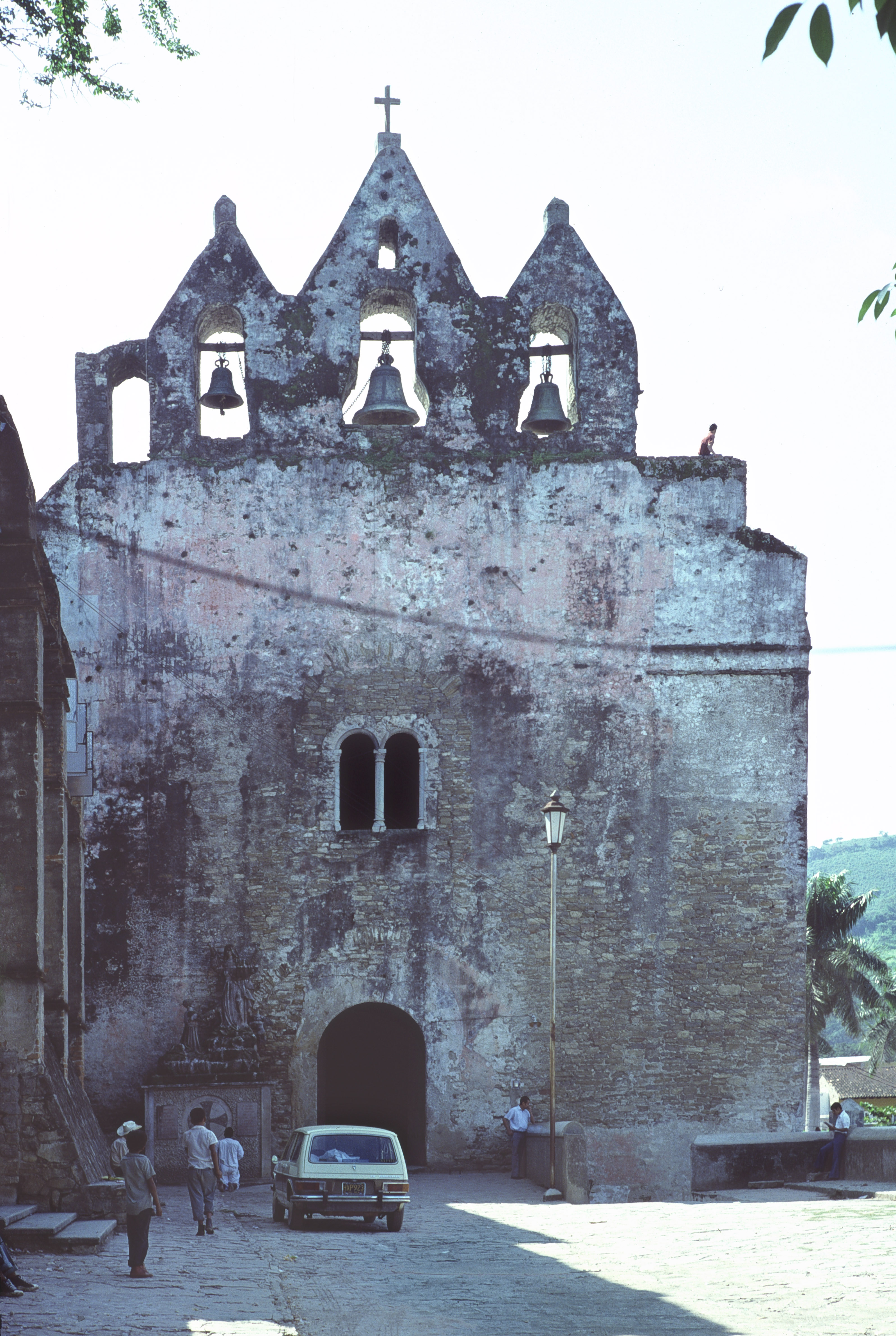
Huejutla en 1978.

Huejutla fue fundado por los huastecos, posteriormente llamaron al poblado Ixtlahuexotla; en 619 los Toltecas arribaron a la población permaneciendo alrededor de 24 años. Anterior al año de 1407 la población estuvo aliada al Señorío de Metztitlán y para el año de 1486 fueron conquistados por Ahuízotl, que pertenecía a la provincia de Huaxtecapán. En el año de 1544 Juan Eustaquio dirigió la construcción del convento de Huejutla.
El 30 de mayo de 1811 se aprehendieron a un capitán insurgente y seis que lo acompañaban, probablemente pertenecientes a los Molangueros; cuya principal acción fue la de confundirse entre los vendedores de mercados a fin de propagar las ideas de la independencia. Finalmente, en Huejutla se sublevan diversos grupos indígenas comandados por Rafael Vizuet y Pedro Franco. Servando Teresa de Mier fue encarcelado el 13 de junio de 1817 en Soto la Marina, de donde fue conducido a la Ciudad de México, en cuyo trayecto cruzó por Huejutla.
El 4 de octubre de 1824, al crearse el estado de México, Huejutla pasó a pertenecer al mismo. Durante la Guerra de Estados Unidos-México en mayo de 1847 fueron trasladados 200 prisioneros estadounidenses a Huejutla. El 10 de junio las fuerzas estadounidenses avanzan sobre Huejutla para libertar a los prisioneros, el Comandante Militar, Gral. Francisco Garay sale a su encuentro con tropas de Huejutla, Molango y Zacualtipán derrotándolos. Durante la Intervención francesa en México el 1 de agosto de 1864 el Coronel republicano León Ugalde es batido en Huejutla por el Coronel Torres.
El 12 de junio de 1865 Los jefes republicanos Martínez y Escamilla atacan a Huejutla que estaba en poder de los imperialistas quienes tuvieron que salir de la población. El 12 de noviembre de 1865 el imperialista Lamadrid ocupa a Huejutla que hasta entonces había estado en poder de los republicanos mandadospor Ugalde. El 23 de diciembre en el punto llamado Los Laureles, de fue derrotado el jefe republicano D. León Ugalde por las tropas imperialistas mandadas por Castillo y Alzati. El 21 de mayo de 1866 cuarenta hombres al mando del republicano D. Antonio Reyes se apoderan de Huejutla, derrotando a los imperialistas que mandaba D. Silverio Ramírez.
Concluido el Segundo Imperio Mexicano y restaurada la República, el 17 de marzo de 1868 en sesión del Congreso de la Unión aprobó crear el estado de Hidalgo, al que pertenecía el distrito de Huejutla. En Hidalgo los primeros acontecimientos de la Revolución mexicana se llevarían al cabo en Huejutla, en enero de 1911 encabezados por Francisco de P. Mariel. El 20 de abril de 1913 se efectúa en Huejutla un combate entre las fuerzas revolucionarias de los generales Daniel Cerecedo Estrada y las del federales del Capitán Olvera y estas quedaron vencidas. El 18 de mayo de 1913 los coroneles federales Querol y Rodríguez atacan la plaza de Huejutla que fue evacuada por los revolucionarios. El 5 de junio de 1913 vuelven los revolucionarios sobre Huejutla y se apoderan de la población que estaba defendida por Rodríguez, Olguín y González.
El 18 de enero de 1920 se verifican en el estado las elecciones extraordinarias para presidentes municipales La H. legislatura declaró nulas las efectuadas en  Huejutla. El 10 de septiembre de 1920 prensa de la Ciudad de México publica que el gobernador Nicolás Flores ha desconocido al presidente municipal de Huejutla y ha nombrado al general Daniel Cerecedo Estrada. El 21 de noviembre de 1920 tienen lugar algunos desórdenes por cuestiones políticas. En el motín fue asesinado el presidente municipal Claudio Rodríguez. En estos días dos presidentes municipales han sido asesinados en Huejutla, Rodríguez y antes el D. Jesús Careta.
El 13 de septiembre de 1923 se inaugura la luz eléctrica en Huejutla, y el 3 de octubre por Decreto de la legislatura del estado
se eleva a Huejutla a la categoría de ciudad. Durante la Rebelión delahuertista los rebeldes mandados por el General Montaño, se apoderan de Tezontepec y nombra jefes de las Defensas Sociales a Jesús Azuara, para Huejutla. El 18 de febrero  de 1924 llegan a Pachuca las Defensas Sociales de Huejutla al mando del Coronel Agapito Sánchez, son 1500 hombres. El 22 de marzo de 1924 La Gaceta, de México, en su número  resalta que Francisco Múgica, atacó Huejutla y la tomó; pero cuando apenas iba a celebrar el triunfo llegaron refuerzos de Pachuca. El 30 de enero de 1926 "El Intransigente", diario de Pachuca, publica que los hermanos Azuara iban a levantarse en armas y que fueron descubiertos en Huejutla.
Durante el sexenio del gobernador Bartolomé Vargas Lugo (1929 a 1933) inició la construcción de la carretera Pachuca-Huejutla y la red telefónica Huejutla-Orizatlán (36 km). En marzo de 2015 las fuertes lluvias registradas hicieron que el Rrío Tahuizán saliera de su cauce, afectando a 20 viviendas y evacuando a más de 25 personas.

## Geografía

### Ubicación

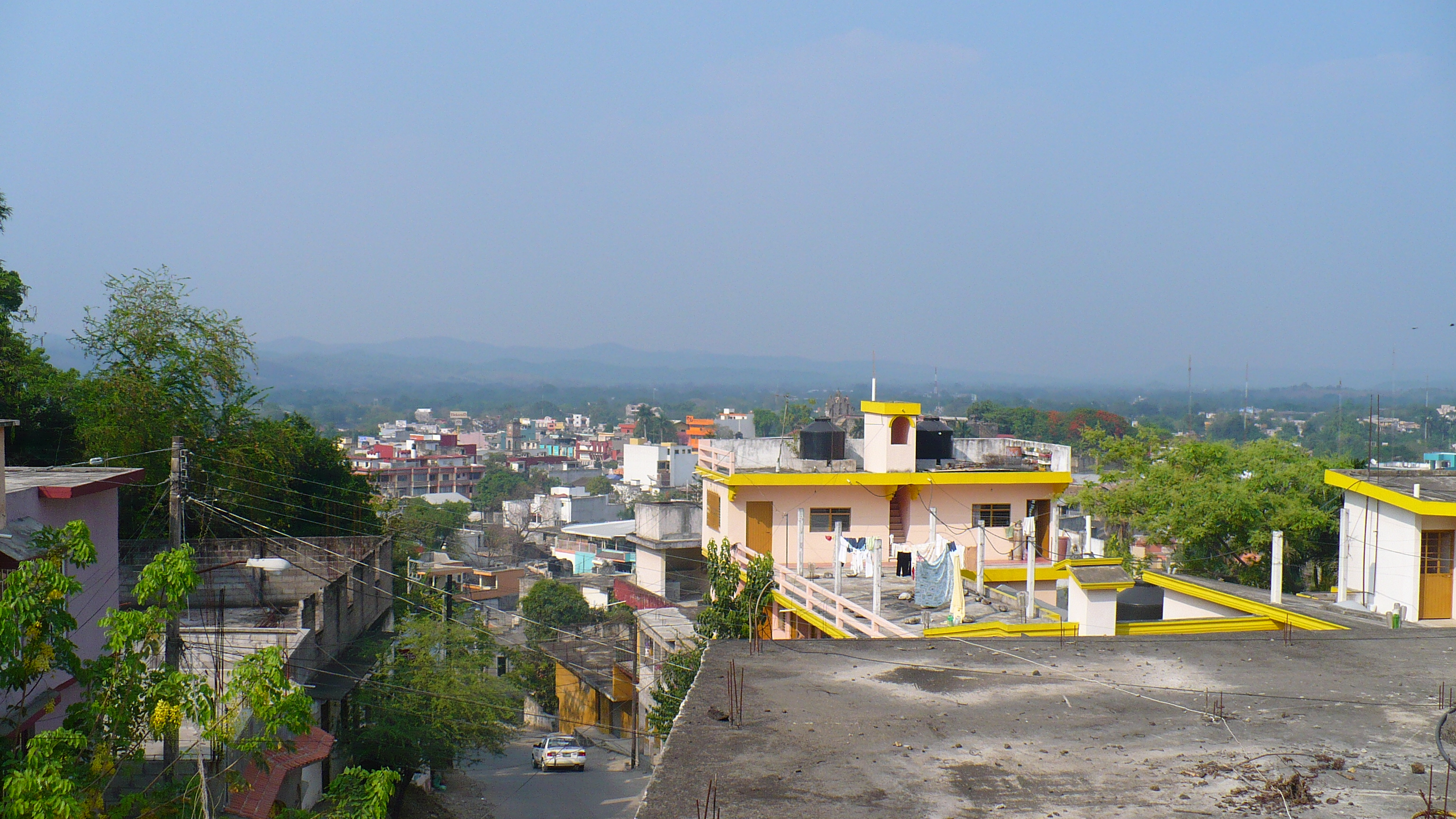
Panorámica de la ciudad.

Le corresponden las coordenadas geográficas 21° 08’ 24” de latitud norte y 98° 25’ 10” de longitud oeste. Se ubica al norte del territorio estatal de Hidalgo en la región geográfica del estado de Hidalgo denominada Huasteca hidalguense. Se halla ubicada al norte de la Ciudad de México, de la cual se encuentra a una distancia de 311,9 km; y a solo 221,7 km al norte de Pachuca de Soto.

### Relieve e hidrografía
Su territorio es sierra y lomerío, con una altitud de 137 m s. n. m. En cuanto a fisiografía se encuentra dentro de la provincia de la Llanura Costera del Golfo Norte; dentro de la subprovincias de Llanuras y Lomeríos. Con rocas tipo ígnea extrusiva y en cuanto a edafología el suelo dominante es phaeozem.
En lo que respecta a la hidrología se encuentra posicionado en la región hidrológica del Pánuco; en la cuenca del río Moctezuma; dentro de la subcuenca de río Los Hules. El río Tahuizan atraviesa la ciudad. En cuanto agua subterránea la ciudad se encuentra sobre el acuífero Orizatlán.

### Clima
La ciudad tiene un clima semicálido húmedo con abundantes lluvias en verano. El 26 de abril de 2017 la ciudad registró un máximo histórico de 50 °C.
| Parámetros climáticos promedio de Huejutla de Reyes | Parámetros climáticos promedio de Huejutla de Reyes | Parámetros climáticos promedio de Huejutla de Reyes | Parámetros climáticos promedio de Huejutla de Reyes | Parámetros climáticos promedio de Huejutla de Reyes | Parámetros climáticos promedio de Huejutla de Reyes | Parámetros climáticos promedio de Huejutla de Reyes | Parámetros climáticos promedio de Huejutla de Reyes | Parámetros climáticos promedio de Huejutla de Reyes | Parámetros climáticos promedio de Huejutla de Reyes | Parámetros climáticos promedio de Huejutla de Reyes | Parámetros climáticos promedio de Huejutla de Reyes | Parámetros climáticos promedio de Huejutla de Reyes | Parámetros climáticos promedio de Huejutla de Reyes |
| Mes                                                 | Ene.                                                | Feb.                                                | Mar.                                                | Abr.                                                | May.                                                | Jun.                                                | Jul.                                                | Ago.                                                | Sep.                                                | Oct.                                                | Nov.                                                | Dic.                                                | Anual                                               |
| --------------------------------------------------- | --------------------------------------------------- | --------------------------------------------------- | --------------------------------------------------- | --------------------------------------------------- | --------------------------------------------------- | --------------------------------------------------- | --------------------------------------------------- | --------------------------------------------------- | --------------------------------------------------- | --------------------------------------------------- | --------------------------------------------------- | --------------------------------------------------- | --------------------------------------------------- |
| Temp. máx. abs. (°C)                                | 38.0                                                | 38.0                                                | 41.0                                                | 47.0                                                | 46.0                                                | 43.0                                                | 42.0                                                | 39.0                                                | 40.0                                                | 38.0                                                | 38.0                                                | 34.0                                                | 47.0                                                |
| Temp. máx. media (°C)                               | 24.4                                                | 26.1                                                | 29.0                                                | 32.0                                                | 34.1                                                | 34.3                                                | 33.3                                                | 33.5                                                | 32.0                                                | 30.3                                                | 27.3                                                | 25.0                                                | 30.1                                                |
| Temp. media (°C)                                    | 18.0                                                | 19.2                                                | 21.9                                                | 25.0                                                | 27.3                                                | 28.0                                                | 27.2                                                | 27.2                                                | 26.2                                                | 24.2                                                | 21.2                                                | 18.8                                                | 23.7                                                |
| Temp. mín. media (°C)                               | 11.7                                                | 12.3                                                | 14.8                                                | 18.0                                                | 20.5                                                | 21.6                                                | 21.0                                                | 20.9                                                | 20.5                                                | 18.2                                                | 15.2                                                | 12.7                                                | 17.3                                                |
| Temp. mín. abs. (°C)                                | -1.0                                                | 2.0                                                 | 2.0                                                 | 6.0                                                 | 0.5                                                 | 12.0                                                | 10.0                                                | 11.5                                                | 8.0                                                 | 7.0                                                 | 3.0                                                 | -3.0                                                | -3.0                                                |
| Precipitación total (mm)                            | 46.7                                                | 49.5                                                | 46.9                                                | 65.4                                                | 97.4                                                | 192.9                                               | 228.2                                               | 176.7                                               | 286.2                                               | 161.6                                               | 66.8                                                | 51.4                                                | 1469.7                                              |
| Días de lluvias (≥ 0.1)                             | 7.2                                                 | 6.4                                                 | 5.3                                                 | 5.1                                                 | 5.2                                                 | 8.6                                                 | 11.7                                                | 9.5                                                 | 11.7                                                | 8.1                                                 | 6.6                                                 | 6.6                                                 | 92.0                                                |
| Fuente: Servicio Meteorológico Nacional. 2015       |                                                     |                                                     |                                                     |                                                     |                                                     |                                                     |                                                     |                                                     |                                                     |                                                     |                                                     |                                                     |                                                     |

## Demografía

### Dinámica poblacional

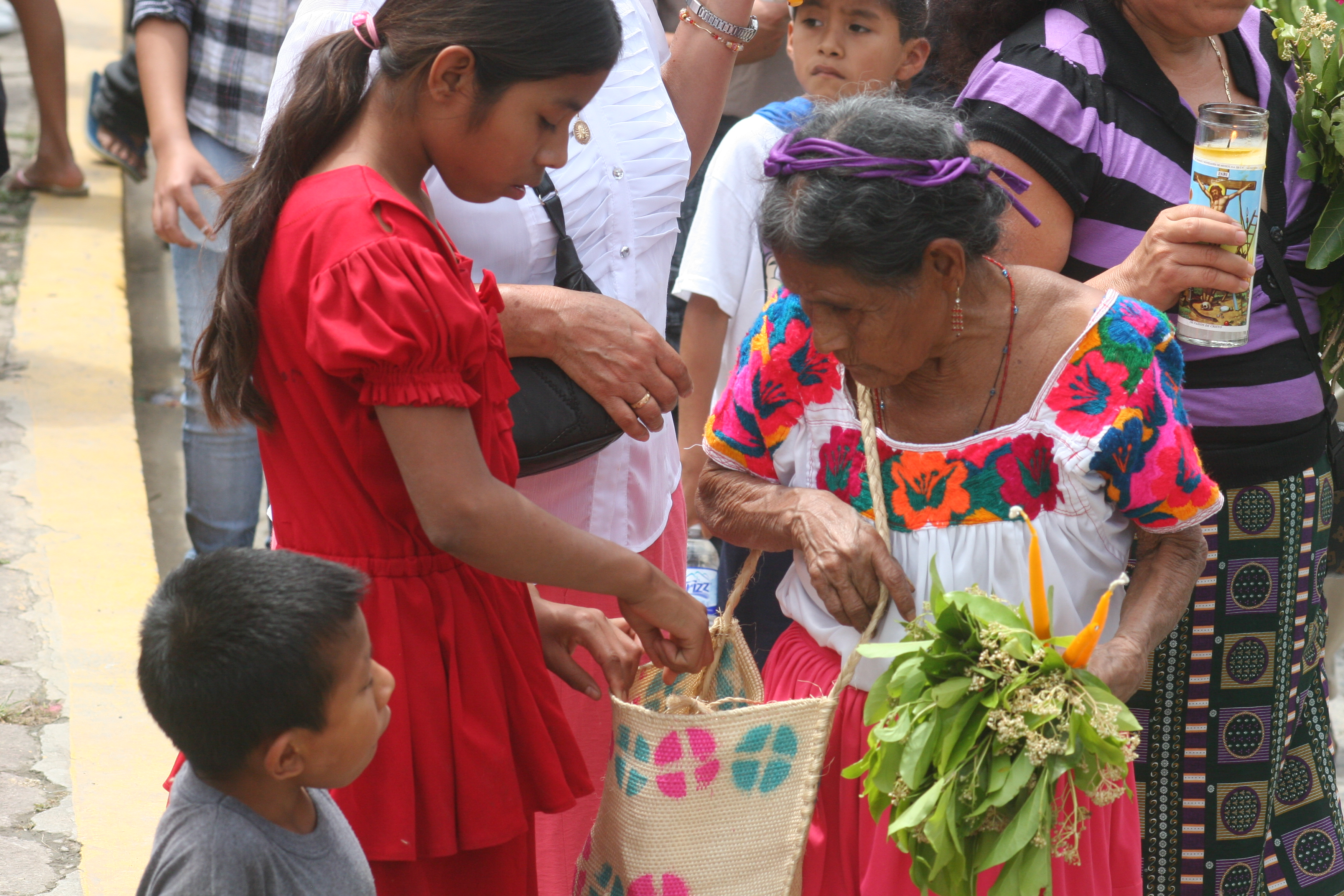
Comunidad nahua en la ciudad, que habla náhuatl de la Huasteca hidalguense.

Centro de la ciudad.

De acuerdo con el Censo de Población y Vivienda 2020 del INEGI; la ciudad tiene una población de 44 311 habitantes, lo que representa el 34,951 % de la población municipal. De los cuales 20 980 son hombres y 23 331 son mujeres; con una relación de 89,92 hombres por 100 mujeres.
La localidad cuenta con una importante población indígena nahua; que tienen como lengua la variante huasteca hidalguense del náhuatl. Las personas que hablan alguna lengua indígena, es de 8620 personas, alrededor del 19,45 % de la población de la ciudad. En la ciudad hay 1877 personas que se consideran afromexicanos o afrodescendientes, alrededor del 4,24 % de la población de la ciudad.
De acuerdo con datos del censo INEGI 2020, unas 36 210 declaran practicar la religión católica; unas 5416 personas declararon profesar una religión protestante o cristiana evangélico; 53 personas declararon otra religión; y unas 2527 personas que declararon no tener religión o no estar adscritas en alguna. La ciudad es sede de la diócesis de Huejutla que fue creada por el papa Pío XI, mediante la bula "Inter Negotia" del 24 de noviembre de 1922, canónicamente fue erigida el 1 de julio de 1923, por el Obispo de Tamaulipas, José Guadalupe Ortiz, delegado para el caso.
| Gráfica de evolución demográfica de Huejutla entre 1900 y 2020                               |
|                                                                                              |
| Población de los censos y conteos del Instituto Nacional de Estadística y Geografía (INEGI). |

### Educación

Universidad Tecnológica de la Huasteca Hidalguense.

La ciudad cuenta con preescolar, primaria, secundaria, bachillerato, preparatorias y Universidades, así como escuelas técnicas. En lo que respecta al nivel superior, cuenta con los siguientes instituciones: Universidad Tecnológica de la Huasteca Hidalguense, el Instituto de Ciencias y Estudios Superiores de Huejutla, el Instituto Tecnológico de Huejutla, Universidad Pedagógica Nacional Sede Regional Huejutla, la Universidad Politécnica de Huejutla, y la Escuela Superior Huejutla dependiente de la Universidad Autónoma del Estado de Hidalgo (UAEH).

## Cultura

### Arquitectura
Catedral de Cristo Rey

Catedral de Huejutla.

Ocupa un terreno compuesto de una serie de terrazas elevadas y en la más alta se levanta el convento; las otras van descendiendo de norte a sur hasta confundirse con el nivel de la calle y plaza principal. Su estilo plateresco cuenta con una fachada alta que remata en una espadaña de tres cuerpos construida con piedra laja natural y arco de medio punto.
Hacia el poniente lleva contrafuertes escalonados en medio de los cuales se instaló la capilla abierta, el antiguo convento se colocó a nivel superior y todo el conjunto a lo largo de una loma que bordea al río. Todo el edificio del convento está techado con bóveda de cañón y que separan las dos naves de la gran sala principal del convento.
Reloj Monumental de Huejutla

Reloj Monumental de Huejutla.

La torre está integrada por cuatro cuerpos de piedra volcánica, y mide 20 metros de alto. tiene un sistema musical que cada hora toca la melodía "El Cantador", del compositor huasteco Nicandro Castillo, y reproduce el Himno Nacional Mexicano a las 18:00 horas. Fue construido en el Porfiriato, por motivo del Centenario de la Independencia de México, e inaugurado en el año de 1908.

### Fiestas

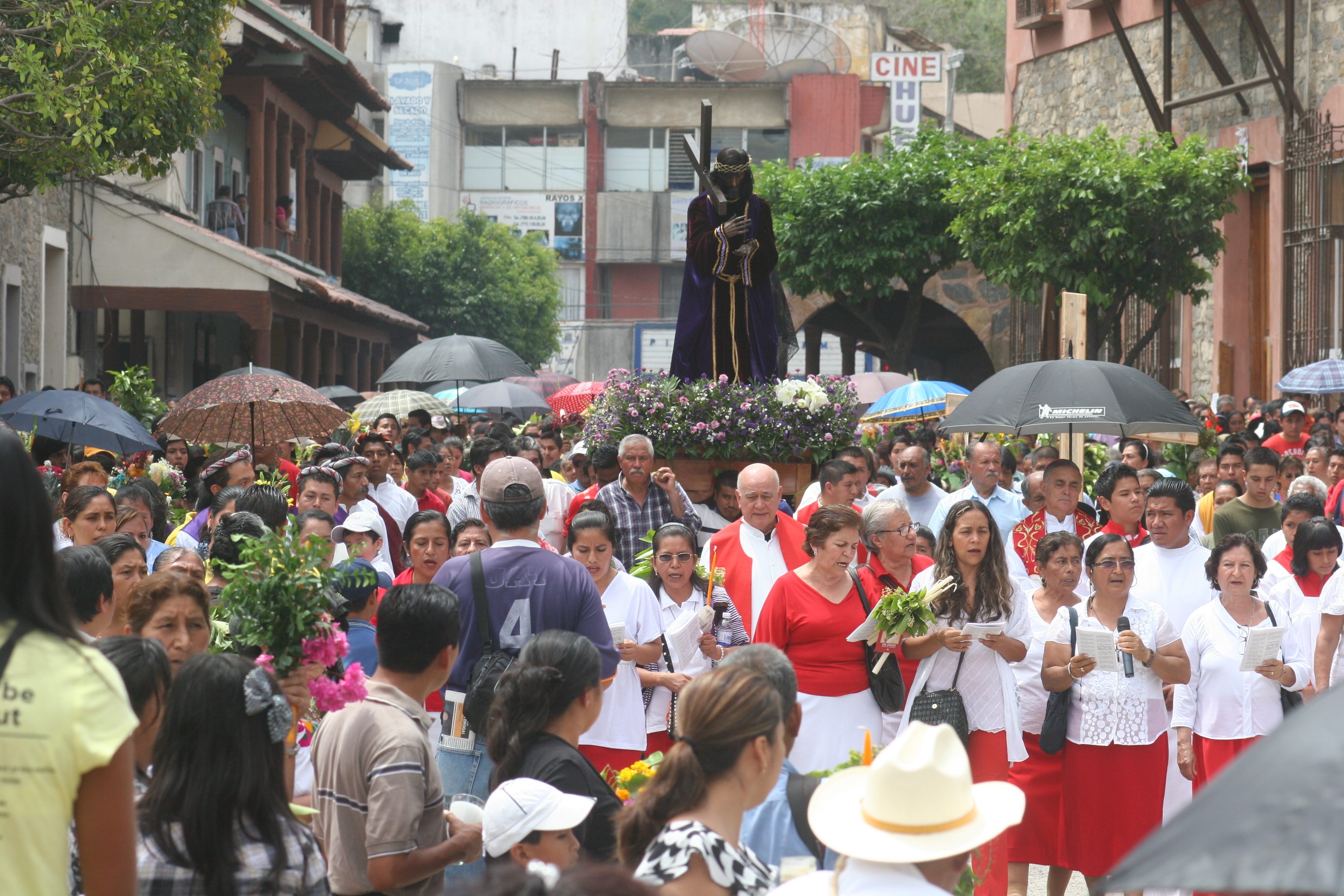
Procesión de Semana Santa.

El martes de carnaval se realiza un desfile de carros alegóricos, mecos, reina y comparsas; en el que participan las diversas colonias de la cabecera y comunidades de la demarcación.
El 21 de mayo se realiza la "Fiestas del Tordo", en donde se recuerda y festeja la derrota de los franceses en 1866. Se inician los festejos el 20 de mayo con la carrera de las antorchas, terminando en la plaza 21 de mayo, en el monumento de Antonio Reyes "El tordo"; en donde el presidente municipal recibe una antorcha y enciende un pebetero simbólico de la libertad. El 21 de mayo se realiza una ceremonia cívica en la plaza 21 de mayo, y en la tarde se lleva a cabo un desfile por las principales calles del centro de la ciudad finalizan las fiestas con un baile popular.
Durante la Semana Santa, Domingo de Ramos se realiza procesión en las calles de la ciudad. El Viernes Santo se lleva a cabo el vía crucis y la procesión del silencio, el Sábado de Gloria llegan a la Catedral las mujeres de las comunidades y las colonias a bendecir el agua en ollas de barro adornadas con flores.
La conmemoración anual más importante es la del Xantolo también conocida como Mijkailuitl, esta celebración coincide con el Día de Muertos. El Xantolo (palabra introducida al náhuatl por la deformación de la frase latina festiumominum sanctorum, que quiere decir fiesta de todos los santos), A lo largo de 4 días de celebración del 30 de octubre al 2 de noviembre, se presenta una ofrenda monumental en la zona centro de esta ciudad y además, de diversas actividades que abarcan exposiciones de temática artesanal, pictórica, fotográfica, muestra gastronómica y música tradicional de la entidad.
Una de las fiestas más importantes, es la celebración a la Virgen de Guadalupe el 12 de diciembre. Desde semanas antes se lleva a cabo en las diversas colonias de la ciudad la velación de la Virgen, la cual consiste en rezos y cantos. El 11 de diciembre se acude a la catedral para llevarle todo tipo de ofrendas, así como agradecimientos. En la catedral se le canta y baila con danzas autóctonas como la "las inditas", la fiesta se prolonga hasta las primeras horas de la madrugada del día 13 de diciembre.
Cada año a finales del diciembre se realiza la Feria de la Nochebuena, durante las dos semanas que dura la fiesta se llevan a cabo diversas actividades culturales, como exposiciones artesanales y ganadera, pasillo gastronómico, juegos mecánicos y palenque de gallos. La feria tiene tiene su origen en el siglo XVII y fue religioso; en lo que respecta al decreto emitido el 15 de octubre del año de 1829 por el gobernador del Estado de México, Joaquín Lebrija, donde se estipula que se concede a Huejutla una feria anual de cuatro días en la víspera de la Navidad, es el comienzo de los festejos laicos.

### Gastronomía

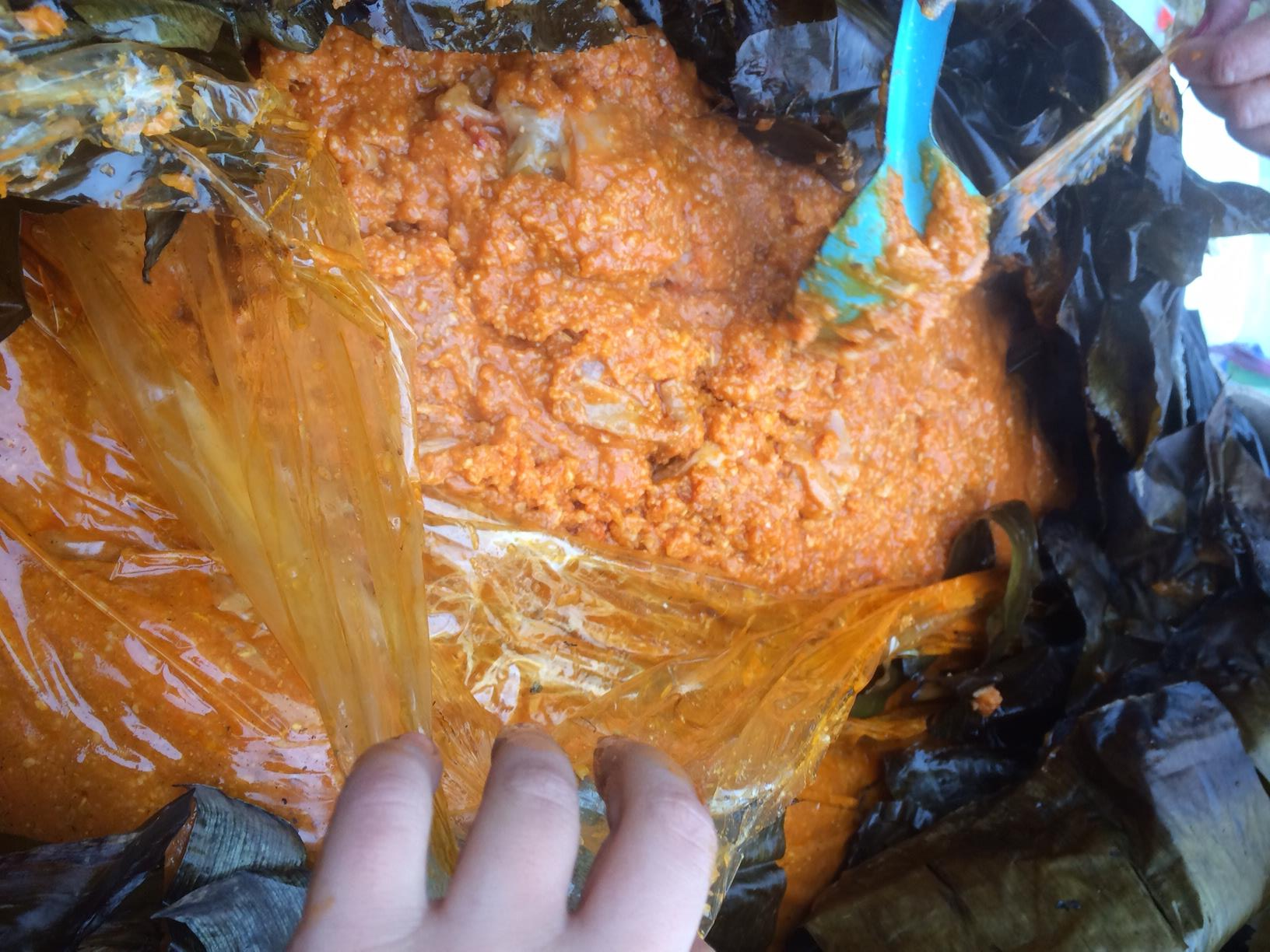
Zacahuil.

Destaca el tamal tradicional de la región Huasteca, el zacahuil, que contiene carne de pollo y cerdo envuelto en masa y varias capas de hoja de plátano, que por su gran tamaño debe ser sujetado por alambres. En bebidas el aguardiente de caña con frutas de la región y los vinos de mesa. Los dulces regionales son de fruta en almíbar, las charamuscas, las palanquetas y las cocadas, el piloncillo y acitrones. También se encuentra el bocol una pequeña tortilla de maíz, rellena de frijol, chicharrón o carne deshebrada.

### Música y danza
La música regional está representada por el llamado huapango, género musical conocido también como "Son Huasteco". La danza de los mecos, se baila durante la fiesta de carnaval los danzantes se embijan el cuerpo con tepetate, meco se deslinda por el tipo de vestuario que utilizan los danzantes; tocado con plumas (penacho), cara pintada, taparrabo, arco y flechas. La danza de las inditas, se baila el día 12 de diciembre en honor a la Virgen de Guadalupe; el grupo lo conforman solo mujeres.
Durante el Xantolo se bailan las danzas de los Cuanegros, Coles o los Tecomes. En la danza de los tecomates los seis danzantes visten camisas y pantalón de manta blanca, en las pantorrillas llevan cascabeles y mapaneros. La danza de Cuanegros, solo es realizada por los varones, quienes interpretan a las “viejas” y a los “viejos”; los primeros cubren sus rostros con un paliacate, y los segundos, con una máscara de madera o de materiales sintéticos. La danza de los coles, los coles o disfrazados utilizan ropa vieja, cubren su rostro con una máscara, con el fin de que la muerte celebrando con ellos no los reconozca ni se los lleve; la ejecutan siempre hombres, algunos vestidos de mujer.

## Infraestructura

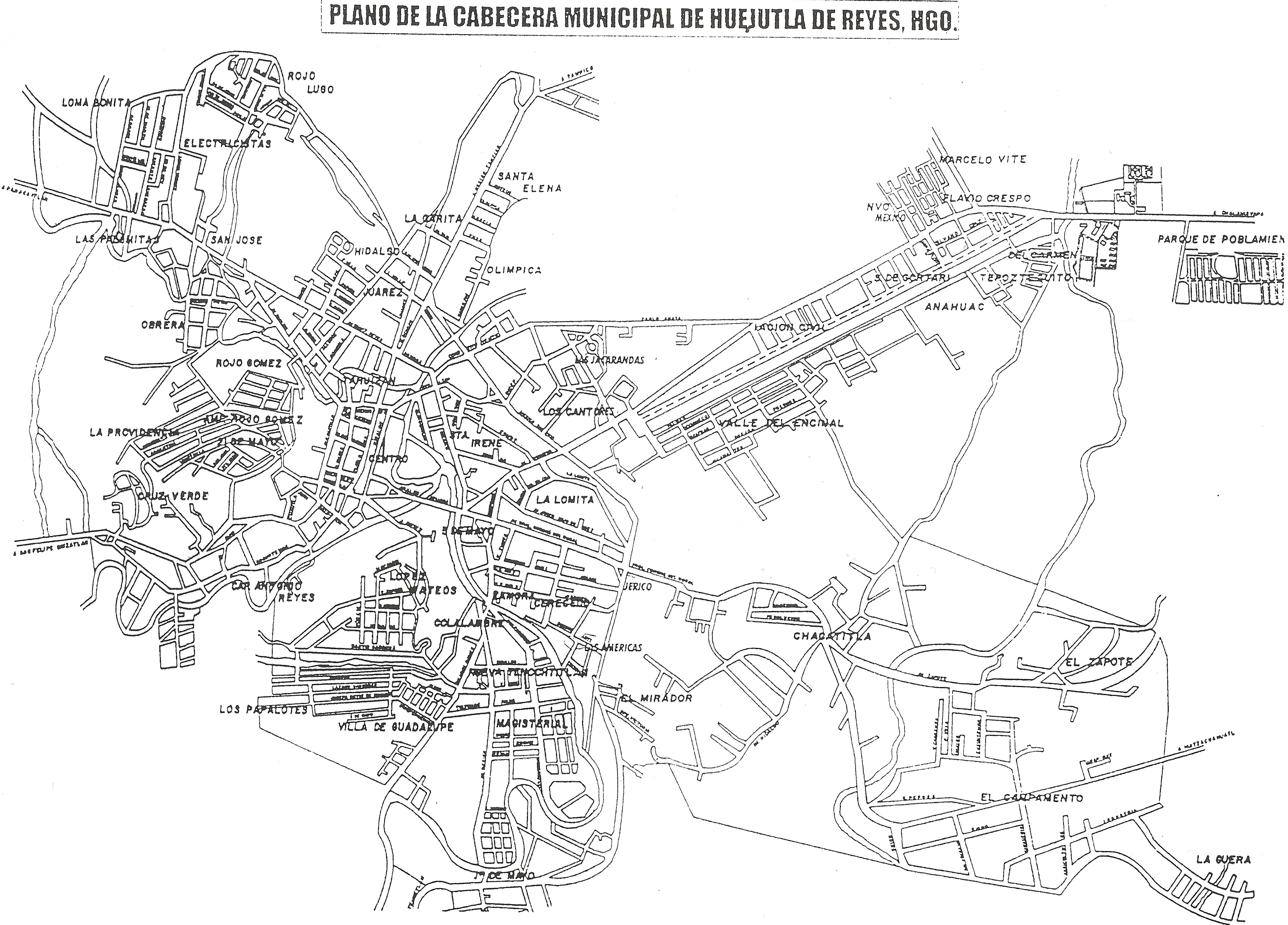
Plano de la ciudad.

En general cuenta con agua potable, electrificación, drenaje, alcantarillado, pavimentación, alumbrado público, parque, auditorio y panteón. Cuenta con servicios de telefonía fija y celular, televisión satelital e internet.
La ciudad cuenta con central camionera, la cual conecta a la ciudad con las principales ciudades del país, como lo son la Ciudad de México, Guadalajara, Monterrey, Tampico, Pachuca. Los viajes también incluyen en su oferta las ciudades fronterizas y las playas.

## Economía
La ciudad presenta un IDH de 0.696 Alto, por lo que ocupa el lugar 32° a nivel estatal. Tiene un grado de marginación de la localidad bajo y un grado de rezago social de la localidad muy bajo.  Tiendas como Coppel, Elektra, Banco Azteca, Chedraui, Oxxo, entre otros se ubican la mayor parte en esta ciudad.